# Вітебський художній музей

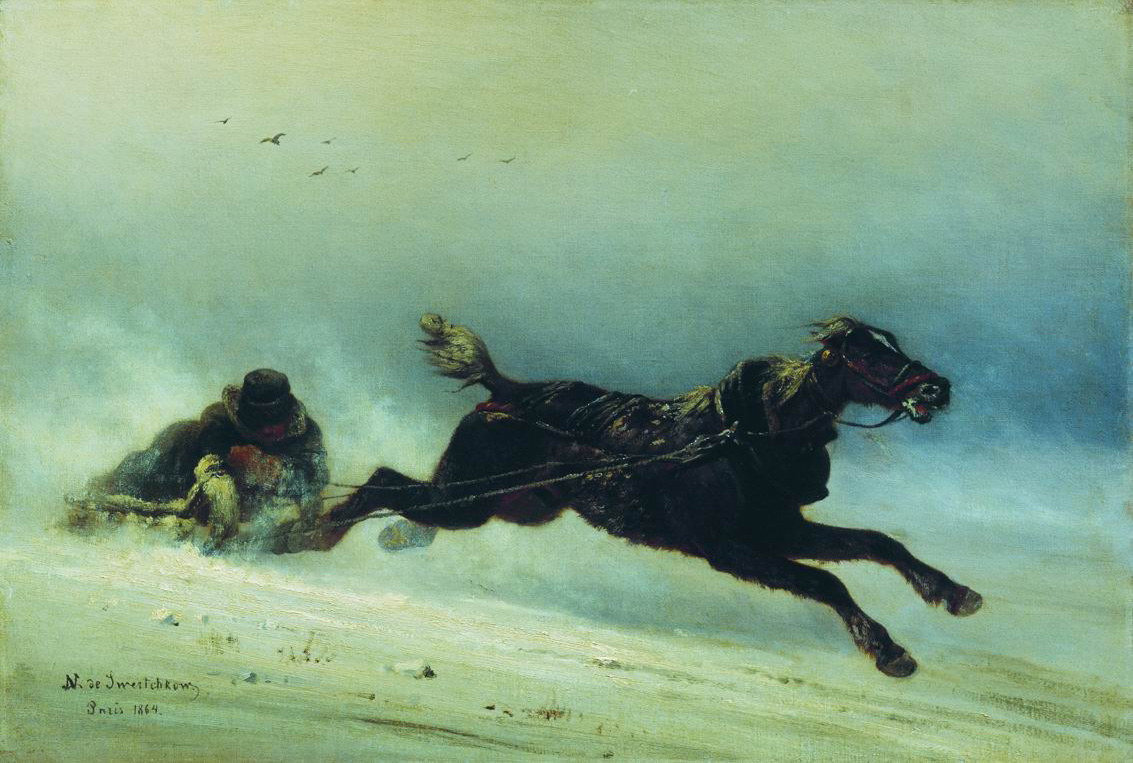
М. Є. Свєрчков «Вовки наздоганяють», 1864 р.

Вітебський художній музей — філія Вітебського обласного краєзнавчого музею. Заснований 27 лютого 1992 року в м. Вітебську за наказом Вітебського облвиконкому. 3 2006 р. завідувачка філією — В. І. Акуневіч.
Основний фонд музею (2008 р.) налічує 4868 од. зберігання, науково-допоміжний — 1643 од. Площа експозиції — 700 м².

## Архітектура та історія будівлі
Кам'яна будівля зведена в 1883 р. (архітектор І. П. Камінський). Входив в ансамбль Соборної площі (сучасна площа Свободи), головним фасадом орієнтований на площу.
У 1917 року в будівлі створений Військово-революційний комітет (меморіальна дошка встановлена в 1959 р., відновлено в 1987 р.). До 1991 р. в будівлі розташовувався Вітебський обком КПБ, зараз — обласний художній музей.

## Колекція
В експозиції представлені колекції російської та європейської порцеляни і фаянсу кінця 18 — початку 20 ст., вишивка білоруських майстрів 1 половини 19 ст.; посуд Налібоцької і Урецької мануфактур 18 ст.. Експонуються твори відомих російських художників: І. Айвазовського, М. Свєрчкова, І. Крамського, А. Куїнджі, І. Левітана, В. Перова, І. Шишкіна, І. Рєпіна та ін.; картини білоруських художників і тих, хто працював в Білорусі: В. Бялиніцького-Бірулі, С. Вільшанки, І. Хруцького та ін.; представників Вітебської художньої школи: І. Піна, З. Азгура, А. Бразера, С. Гершова, Л. Лейтмана, Ю. Мініна, А. Рома, Л. Рана, С. Юдовіна, Д. Якерсона ; сучасних художників Білорусі.
Музей організовує виставки, зустрічі з художниками, скульпторами, майстрами декоративно-прикладного мистецтва. При ньому працює дитяча художня студія. Має реставраційну майстерню.